# Сталінобус
Сталінобус (інша назва «Автобус перемоги», рос. автобус победы) — акція, що проводиться з 2010 року в деяких містах Росії, СНД, єдине українське місто серед місць проведення — Севастополь. В рамках акції зображення Сталіна наклеюється на засоби транспорту на кшталт маршрутних таксі, автобусів тощо. Формально акцію почали проводити для святкування Дня перемоги над нацизмом у Другій світовій війні 9 травня 2010-го, згодом також «святкували» Жовтневий переворот.
Формальний ініціатор Дмитро Лисков стверджує, що акція не носить політичного, а лише історичний характер, її мета: «Повернути на вулиці міст портрет верховного головнокомандувача і нагадати про його роль у перемозі». Окрім зображення одного з найжорстокіших диктаторів XX століття, на транспорті розміщували зображення георгіївських стрічок і написи «вічна слава переможцям» тощо.

## Хронологія

### 2010
Вперше акцію було проведено 2010 року в Санкт-Петербурзі, тоді на маршрут 187-К вийшов автобус, розфарбований зображенням Сталіна. Автобус цього маршруту зі Сталіним їздив один день.
Як виявилося, портрет тирана було розміщено на автобусі маршруту 187-К, який є нелегальним, і автобус вийшов на маршрут з порушенням закону. Також портрет був замальований фарбою кілька разів, але згодом поновлений.

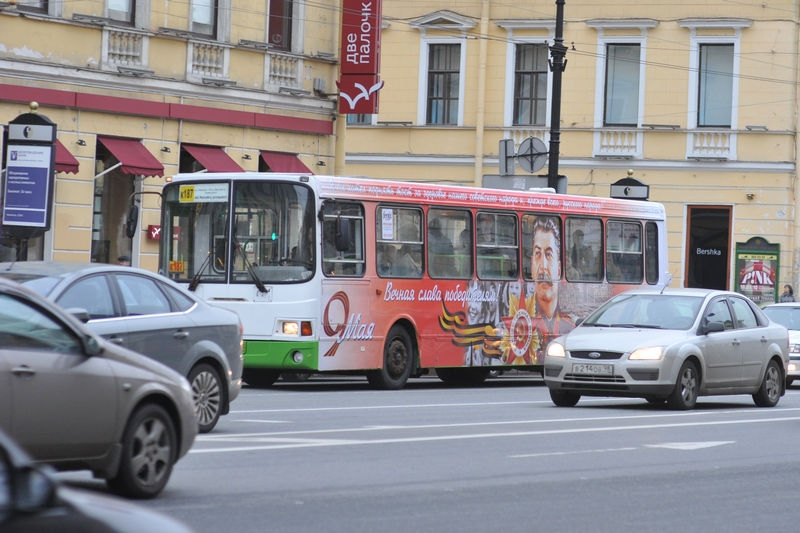
Автобус з зображенням Сталіна курсує вулицями Петербургу, 2010 рік.

### 2011
Цього року, окрім Петербургу, подібна акція проводилась в Москві, Волгограді, Іркутську, Омську, Кірові, Уфі, Новосибірську, Хабаровську, Південно-Сахалінську, Тюмені, Читі, Томську та Калінінграді. Влада деяких цих міст забороняла вихід обклеєних автобусів на лінії. Як стверджували організатори, всі гроші на обклеювання транспорту були зібрані з добровольчих внесків, в акції брало участь близько 300 осіб, було зібрано приблизно 1300$.
Координатор акції Петро Бірюков зазначив, що в першу чергу ці автобуси — подарунок ветеранам, привітання з днем перемоги. Яким чином наклейка зі Сталіним на автобусі могла допомогти ветеранам, не пояснювалось.
Автобус із зображенням Джуґашвілі в Новосибірську не був маршрутним, а належав одній з організацій. Тим не менш, він курсував деякий час вулицями міста.
Вперше цього року «активісти» намагались провести подібну акцію в Севастополі, що викликало великі суперечки серед мешканців міста. Згодом стало відомо, що обклеєний автобус так і не вийшов на маршрути українського міста. На вулицях дійсно з'явився автобус з зображенням радянського тирана, але диспетчерська служба маршрутних таксі повідомила, що водій цього транспорту уже звільнений з роботи, а автобус насправді не маршрутний. До того ж він мав не жовтий автомобільний номер (використовується для маршрутних таксі), а цивільний білого кольору.

### 2012
Сталінобус цього разу з'явився в Нижньому Новгороді, Саранську, Новочеркаську, Набережних Челнах, Єкатеринбурзі, Владивостоці.

### 2013

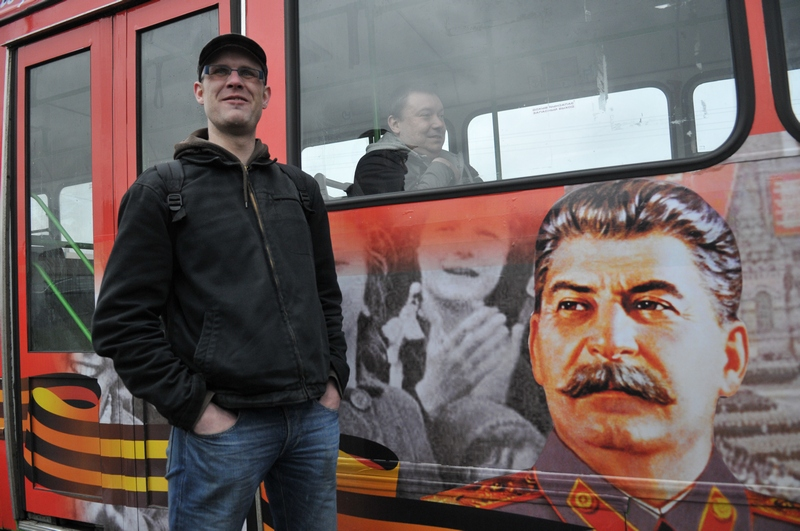
Ініціатор акції Віктор Логінов поруч із зображенням «вождя народів» на маршрутному автобусі. Петербург, 2010 рік

Автобуси з зображенням Йосипа з'явились у Волгограді, Читі та Санкт-Петербурзі. Акція відбулася за підтримки КПРФ. Акцію підтримали учасники руху Кургіняна «Суть часу».

## Результат
Після 2013 року ініціатори заявили, що було вирішено більше не проводити акцію, оскільки, як їм здається, вони досягли максимального медійного ефекту.

## Реакція
- В Україні, Білорусі, Литві, Латвії, Естонії і частково в Росії акцію було сприйнято вкрай негативно.
- Кримські татари, що зазнали терору і масових переселень з ініціативи Сталіна, виступали проти появи подібної пропаганди на вулицях Севастополя.[18][10]
- Мер Риги Ніл Ушаков заявив, що влада міста не допустить появи «сталінобусів» у місті.[19]
- Влада Талліна також виступила проти проведення «акції» в своєму місті.[20]
- Науково-інформаційний центр «Меморіал» звернувся до влади Санкт-Петербурга з проханням прибрати автобус із зображенням Сталіна з вулиць міста. Директор НДЦ Ірина Фліге заявила: «Ми просимо губернатора вжити заходів до припинення політичної провокації в Петербурзі. Дії транспортної компанії не тільки завдають моральну травму жертвам політичних репресій, а й ображають ветеранів війни, жителів блокадного Ленінграду». Керівник президентської Ради з прав людини Михайло Федотов заявив, що Федеральна антимонопольна служба повинна відреагувати на проведення акції. На думку Федотова, ця акція є провокацією в чистому вигляді.[21]